# 長野県道462号上田千曲長野自転車道線
長野県道462号上田千曲長野自転車道線（ながのけんどう462ごう うえだちくまながのじてんしゃどうせん）は、長野県上田市から千曲市を経て、長野市に至る一般県道として認定された自転車道である。大規模自転車道の一路線。一般に上田千曲長野自転車道とも呼ばれる。千曲川の左岸（西岸）に沿っている。
また、平和橋及び千曲橋付近は堤外地を通過する都合上、大雨により水かさが増した場合には、水がひき堆積物の除去が終わるまで通行止めになる。

## 概要

### 路線データ
- 起点：上田市中之条（古舟橋、長野県道65号上田丸子線交点）
- 終点：長野市篠ノ井塩崎（篠ノ井橋、国道18号交点）

#### 付帯設備
路線上に公衆トイレが3箇所用意されている。
なお、冬季には設備凍結防止の為閉鎖されていることがある。
- 女沢公園
- 佐良志奈神社前
- 千曲市須坂「水辺の楽校親水公園」入口付近（冠着橋ー平和橋間）

#### その他
- 長野県千曲建設事務所により「千曲川サイクリング道路」および「千曲川サイクリングロード」という名称で案内されている[2]。
  - 案内によると、千曲川サイクリングロードは起点が上田市の上田橋との交点、終点は長野市の村山橋との交点が設定されており、県道462号（古舟橋－篠ノ井橋）を途中に含む形のより長い区間である。上田橋－村山橋間で47.3キロメートルである。
- 大規模自転車道として計画された時点では「上田更埴長野自転車道線」という路線名であり、「千曲川自転車道」という名称が付けられていた。自治体名の変更（更埴市→千曲市）に伴い現在の路線名になった。

## 通過する自治体
- 上田市
- 埴科郡坂城町
- 千曲市
- 長野市

## 交差・接続する道路
- 長野県道65号上田丸子線 - 上田市中之条（古舟橋）
- 国道18号上田坂城バイパス - 上田市下之条（上田大橋）

上田市大字小泉字半過では長野県道77号長野上田線と重用
- 坂城町道A05号線 - 坂城町上平（鼠橋）
- 坂城町道A06号線 - 坂城町網掛（大望橋）
- 長野県道160号上室賀坂城停車場線 - 坂城町上五明（坂城大橋）
- 坂城町道0621号線 - 坂城町上五明（昭和橋）
- 長野県道339号新田坂城停車場線 - 千曲市力石（笄橋）
- 長野県道498号聖高原千曲線 - 千曲市上山田温泉（万葉橋）
- 長野県道55号大町麻績インター千曲線 - 千曲市若宮（大正橋）
- 長野県道338号内川姨捨停車場線 - 千曲市須坂（冠着橋）
- 長野県道340号姨捨停車場線 - 千曲市八幡（平和橋）
- 千曲市道 - 千曲市八幡（御官橋）（御官橋歩道共用区間）
- 国道403号 - 千曲市稲荷山（千曲橋）
- 千曲市道 - 千曲市野高場（粟佐橋）
- 長野自動車道 - 長野市篠ノ井塩崎（千曲川橋）
- 長野県道77号長野上田線 - 長野市塩崎平久保（平久保橋）（長野県道77号長野上田線平久保橋歩道上を共用）
- 北陸新幹線 - 長野市篠ノ井塩崎（第三千曲川橋梁）
- しなの鉄道線 - 長野市篠ノ井塩崎（千曲川橋梁）
- 国道18号 - 長野市篠ノ井塩崎（篠ノ井橋、終点）

なお、終点より先、千曲川左岸堤防管理道路を活用した長野市指定のサイクリングコースとなっており、川中島古戦場跡公園付近を経由し、長野市市場までの通行が可能である。